# Строганов, Фёдор Петрович
Фёдор Петрович Строганов (22 апреля 1627— 1 марта 1671) — богатый русский купец и промышленник.

## Биография
Сын крупного промышленника Петра Семёновича Строганова (1583—1639) и Матрёны Ивановны Бобрищевой-Пушкиной (1594—1668). Все его братья (Василий, Григорий, Дмитрий, Пётр, Владимир и Андрей) скончались в младенчестве.
В 1639 году после смерти своего отца Фёдор Петрович Строганов унаследовал его владения в Пермском крае. Владел половиной Верхнемуллинской вотчины, Нового Усолья, Нижнечусовского, Очерского и Орловского округов (1/4 имений рода Строгановых).
В декабре того же года родственники Фёдор Петрович и Дмитрий Андреевич Строгановы договорились о том, что они не будут переманивать друг у друга «рукодельных людей», крестьян и дворовых людей.
В январе 1641 года «именитый человек» Фёдор Петрович Строганов получил от царя Михаила Фёдоровича грамоту, в которой были подтверждены прежние грамоты, пожалованные его отцу и дядьям. В апреле того же года царь пожаловал Ф. П. Строганову новую грамоту, в которой утвердил за ним половину вотчины Никиты Григорьевича Строганова Орёл-городком, Новым Усольем и Очерским острожком).
В 1642 году, согласно переписи Ф. Чемезова, Фёдор Петрович Строганов единолично владел вотчинами на Чусовой, Сылве, Муллах, Очере, Орле и Новом Усолье: 2 городка, 3 села, 57 деревень, 6 починков, 509 дворов, 1582 крепостных мужского пола. Также совместно с Андреем Семёновичем Строгановым владел на реке Орёл 5 деревнями, 85 дворами и 314 крепостными мужского пола.
В 1647 году по переписи П. К. Елизарова ему принадлежало 1 городок, 2 острожка, 3 1/2 слободы, 64 деревни, 6 починков, 553 двора, 1790 крестьян и 43 бобыля, 10 варниц на Чусовой и в Новом Усолье.
В феврале 1664 года Фёдор Петрович Строганов вместе с Даниилом Ивановичем Строгановым присутствовал в Кремле в честь приёма английского полка Чарльза Говарда.
1 марта 1671 года Ф. П. Строганов скончался в Орёл-городке. Был похоронен в Благовещенском соборе Сольвычегодска.

## Семья
Был женат на княжне Анне Никитичне Барятинской (ок. 1632—1686), дочери дворянина московского и воеводы, князя Никиты Михайловича Барятинского (? — 1641). Дети:
- Екатерина Фёдоровна Строганова (между 1653—1658 — до 1680), жена Алексея Петровича Салтыкова (ок. 1650—1725)
- Марфа Фёдоровна Строганова (род. между 1653—1658), жена Михаила Тимофеевича Лихачева (ок. 1640—1706)
- Алексей Фёдорович Строганов (1659—1663)

После смерти Фёдора Петровича Строганова его вдова Анна Никитична унаследовала его поместья. Согласно переписи 1678 года, ей принадлежали половина Чусовского и Орловского городков, 2 острожка, 1/2 слободы (Нового Усолья), 3 села (Верхние Муллы (половина), Камасино, Серьга), 58 деревень, 31 починок, 935 дворов, 1545 человек.
В 1685—1686 годах Анна Никитична завещала и передала свои владения Григорию Дмитриевичу Строганову. Сама Анна Строганова активно поддерживала монастыри Прикамья: завещала 5 тыс. рублей Пыскорской обители, по грамоте, данной ей епископом Вятским и Великопермским Ионой 28 июля 1675 года, был построен на её средства Одигитриевский монастырь (ему вдова пожаловала деревни с крестьянами).